# Hoeroa
Die Hoeroa, auch Tata Paraoa, ist eine Wurfwaffe und Keule aus Neuseeland.

## Beschreibung
Die Hoeroa wird aus dem Unterkieferknochen des Pottwals hergestellt. Sie ist S-förmig gebogen und dünn. Die Dicke der Keule ändert sich über die gesamte Länge. Ein Ende ist abgerundet gearbeitet, das andere fischschwanzförmig. Als Griffende dient das fischschwanzförmige Ende. Die Ränder sind abgeflacht und scharf zugeschliffen. Die gesamte Oberfläche ist glatt gearbeitet. Das Griffende ist oft mit traditionellen Verzierungen verziert. Die Hoeroa wurde von den Māori als Wurfkeule und als Nahkampfwaffe benutzt.